# Ràcord Barcelona

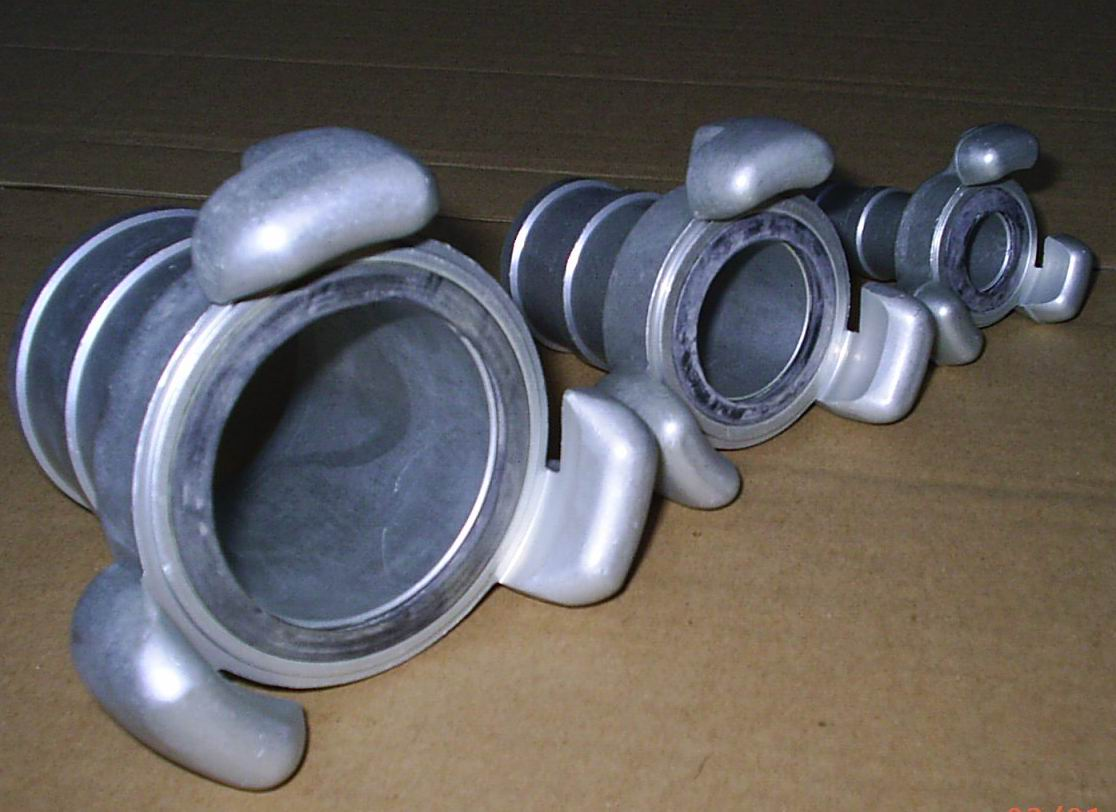
Ràcords Barcelona de 70, 45 i 25 mm

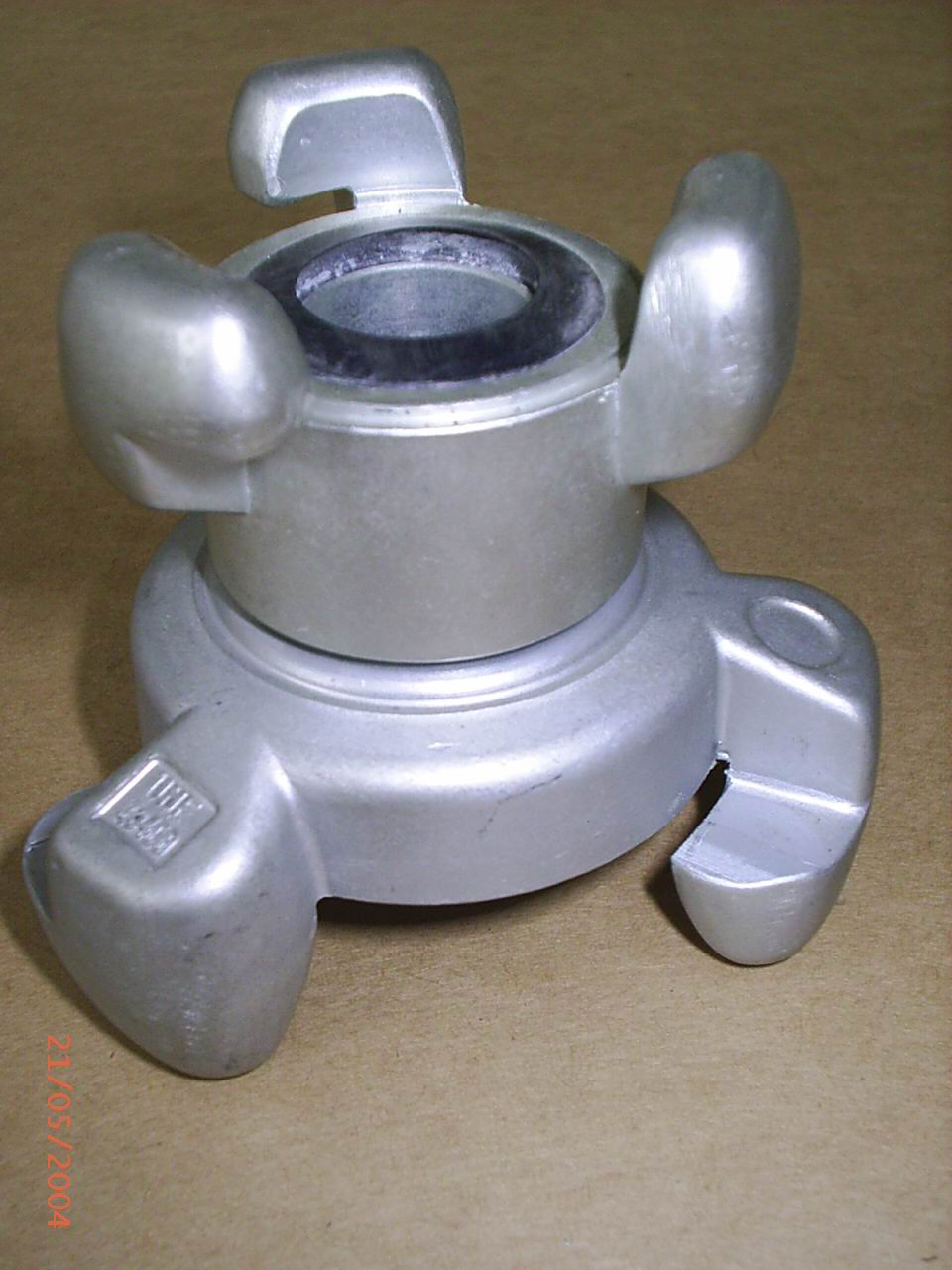
Reducció de 45 a 25 mm

El ràcord Barcelona és un dispositiu que serveix per a connectar una mànega amb una altra mànega, amb una vàlvula o amb una llança, especialment per a la lluita contra incendis. Es caracteritza per la seva facilitat de connexió i per ser simètric, qualsevol ràcord s'acobla amb un altre de la mateixa mida. És el tipus de ràcord per incendis normalitzat a l'estat espanyol.

## Història
El ràcord Barcelona va ser inventat el 1917 pel fabricant sabadellenc de boques de rec i incendis Teodoro Sanmartí. Basant-se en les connexions dels components russos, va fabricar un nou ràcord que el va presentar als bombers de Barcelona. El febrer de 1918 Sanmartí va subministrar els primers ràcords de 45 i 70 mm i, davant dels excel·lents resultats, el 1919 bombers de Barcelona va substituir tots els ràcords antics. Des d'aleshores el ràcord es va anomenar ràcord Barcelona. Era de llautó, i no tenia fixa la junta de goma, peça essencial per a garantir l'hermetisme de la unió. Es perdia amb facilitat, i els bombers havien de portar a sobre juntes de recanvi.
Progressivament, els cossos de bombers catalans i espanyols van anar adoptant el nou ràcord, sobretot quan a finals de l'any 1920, en el Segon Congrés Nacional de Bombers celebrat a Barcelona, es va acordar que el ràcord Barcelona fos l’utilitzat pels bombers espanyols. L'any 1928, mitjançant una reial ordre del ministre de la marina, tots els vaixells de guerra espanyols van passar a portar el ràcord Barcelona.
El 15 de febrer del 1941 un incendi a Santander va destruir 400 habitatges i el 90% del comerç de la ciutat. Hi van acudir bombers de Palència, Torrelavega, Valladolid, Bilbao, San Sebastià, Logronyo, Gijón, Oviedo, Vitòria i Madrid. Alguns dels cossos de bombers que es van desplaçar a Santander es van trobar que els materials no eren compatibles entre ells. Per unificar el material d’extinció d’incendis, el govern espanyol, mitjançant un decret del 15 de juny del 1942, va disposar que totes les mànegues contra incendis adquirides a partir d’aquell moment fossin dels diàmetres 45 mm i 70 mm, tant per a entitats de l'estat com industrials de tot tipus. També establia que els ràcords fossin intercanviables i del tipus Barcelona.
L'any 1969 hi va haver un gran incendi a la refineria d'Escombreras (Cartagena), on diversos efectius de tot España s’hi van desplaçar. Cap dels cossos de bombers tenien un model de ràcord compatible amb l'estàndard americà que utilitzava la refineria. Els bombers de Barcelona van soldar els seus ràcords a les sortides d'aigua de la refineria per poder utilitzar les boques.
L'enginyer Martín Ángel Martín Rodríguez, fundador de l'empresa González y Martín (GYM), va perfeccionar el ràcord Barcelona a inicis dels anys 70, fent-lo d'alumini, amb la junta de goma ja fixada, eliminant el problema de les pèrdues. Martín va aconseguir que l'estat espanyol el fes obligat per a tots els cossos de bombers. La norma que el defineix és la UNE 23400 de 1982 (amb modificacions de 1994 i 1998).

## Característiques
El ràcord Barcelona és simètric, és a dir, sense mascle ni femella, qualsevol ràcord s'acobla amb un altre del mateix diàmetre. Consisteix en un cos cilíndric buit, amb tres pestanyes a un costat, que s'encasten en les seves homòlogues amb un gir de quart de volta. Està construït en alumini estampat o forjat, amb recobriment anoditzat, o de llautó, i la junta de goma de nitril butadiè (NBR).
Els diàmetres normalitzats són 25, 45, 70 i 100 mm. Poden tenir la marca N que acredita que compleixen els requisits reglamentaris establerts al Reglament d'instal·lacions de protecció contra incendis (RIPCI).
El ràcord Barcelona és útil únicament per a la impulsió, doncs en l'aspiració tendeix a afluixar-se.